# Liste der Bodendenkmale in Bad Grund (Harz)
In der Liste der Bodendenkmale in Bad Grund sind die Bodendenkmale der niedersächsischen Gemeinde Bad Grund (Harz) aufgeführt. Die Quelle ist der Denkmalatlas Niedersachsen.
- Bitte beachten Sie, dass diese Liste keinen Anspruch auf Vollständigkeit erhebt.
- Die Angaben ersetzen nicht die rechtsverbindliche Auskunft der zuständigen Denkmalschutzbehörde.
- Es sind nur Daten aus dem Denkmalatlas verarbeitet.
- Der Stand der Liste ist der 9. März 2025.

Bad Grund im Landkreis Göttingen

## Allgemein
In den Spalten finden sich folgende Informationen des Bodendenkmales:
| Lage         | geographische Koordinaten                                                           |
| Bezeichnung  | Bezeichnung lt. Denkmalatlas                                                        |
| Beschreibung | Beschreibung lt. Denkmalatlas                                                       |
| ID           | Objekt-ID                                                                           |
| Bild         | Bild, ggf. zusätzlich mit Link zu weiteren Fotos im Medienarchiv Wikimedia Commons. |

| Lage                        | Bezeichnung         | Beschreibung                | ID       | Bild |
| --------------------------- | ------------------- | --------------------------- | -------- | ---- |
| 51° 48′ 25″ N, 10° 15′ 2″ O | Welterbe unter Tage | UNESCO-Welterbe Rammelsberg | 53021087 | BW   |

## Badenhausen
| Lage                         | Bezeichnung               | Beschreibung | ID       | Bild           |
| ---------------------------- | ------------------------- | --- | -------- | -------------- |
| 51° 45′ 56″ N, 10° 12′ 17″ O | Badenhausen 9, Hindenburg | Burgplateau von ca. 70 × 50 m; im O, N und W durch Steilhänge geschützt, nach S zum Höhenrücken durch Halsgraben (Br. 20 m, T. 15 m) abgeriegelt. Die Burg ist stark überwuchert, der ergrabene Grundriss kann heute nur noch bedingt im Gelände nachvollzogen werden. Befestigungsverlauf ist dennoch gut erkennbar. Burgengründung im Winkel zweier Heerstraßen, die von S kommend sich auf dem Breitenanger Badenhausens vereinigen; Furt durch die Söse 400 m westl. von der Altstraße „Königsweg“; später Schutzfunktion für die Eisenhütten (Mittelalter-Neuzeit), Oberhütte (600 m südsüdöstl.) und Neue Hütte (300 m nordwestl.). Die keramischen Funde sind mittelalterlich; erste schriftl. Erwähnung der Burg 1152; spätestens im 16. Jh. Ruine. | 28945308 | Weitere Bilder |

## Gittelde
| Lage                         | Bezeichnung      | Beschreibung | ID       | Bild |
| ---------------------------- | ---------------- | --- | -------- | ---- |
| 51° 47′ 48″ N, 10° 11′ 12″ O | Gittelde 6, Burg | Erste urkundliche Erwähnung 953, Gründung vermutlich schon im 8. Jh., war über mindestens 5 Jahrhunderte Zentralort des Liesgaus und wegen der reichen Silber-, Kupfer- und Eisenerzvorkommen des Harzes von überregionaler Bedeutung. Der historische Zusammenhang der auf einem Stich von Merian erkennbaren und bei Ausgrabungen nachgewiesenen Burgreste ist umstritten. Die in der älteren Forschung getätigte Annahme, es hätte sich hier ursprünglich um einen Königshof oder eine Pfalz gehandelt, wird in der neueren Forschung abgelehnt. Stattdessen hätte es sich um eine Burg der seit 1154 in der Umgebung Heinrichs des Löwen nachweisbaren und zu Beginn des 17. Jhs. ausgestorbenen Herren von Gittelde gehandelt. Die bei den Ausgrabungen zu Tage gekommene karolingerzeitliche Keramik lässt eine ältere Anlage aber als durchaus wahrscheinlich erscheinen. | 28945181 | BW   |

## Windhausen
| Lage                         | Bezeichnung                   | Beschreibung | ID       | Bild           |
| ---------------------------- | ----------------------------- | --- | -------- | -------------- |
| 51° 47′ 14″ N, 10° 12′ 44″ O | Windhausen 1, Burg Windhausen | Burgplateau von ca. 150 × 80 m Fläche mit von einem 8 m tiefen Ringgraben umgebendem Kernwerk. In diesem sind Reste von Baulichkeiten (Gewölbekeller, Turmwand etc.) erhalten. Im NW Reste der ehemaligen äußeren Ringmauer erhalten. Im Ostteil des Burgplatzes starke Veränderungen durch Terrassenaufbau zum Ende des 18. Jhs. Lage und Ausdehnung der ehemaligen Unterburg (Gutshof) sind derzeit nicht näher zu bestimmen. Halsgraben, Ringmauerreste und der zu einem Erbbegräbnis umgearbeitete Bergfriedstumpf sind noch vorhanden. Nutzungszeitraum fällt wohl in das 14.-16./17. Jh. (?). | 28945184 | Weitere Bilder |